# Al-Futtaim Group
Die Al-Futtaim-Group (arabisch مجموعة الفطيم Majmouat al-Futtaim) ist ein großer Mischkonzern mit Sitz in Dubai, Vereinigte Arabische Emirate. Er ist im Familienbesitz der Familie Al-Futtaim.
Die Al-Futtaim-Gruppe beschäftigt mehr als 33.000 Mitarbeiter und ist in acht Geschäftsbereichen tätig: Automobil, Elektronik, Versicherungen, Dienstleistungen, Immobilien, Einzelhandel, Industrie und Übersee. Der Umsatz 2021 betrug 11,38 Milliarden VAE-Dirham.
Die Al-Futtaim-Familie teilte ihre Geschäftsinteressen im Jahr 2000 auf, wobei Abdulla Al Futtaim das Automobil- und vor allem das Einzelhandelsgeschäft kontrollierte und sein Cousin Majid das Immobilienentwicklungsgeschäft (jetzt Majid Al Futtaim Group) Der CEO der Gruppe war Robert Willett, bis er im Januar 2011 plötzlich zurücktrat. Danach wurde Omar Al-Futtaim Vorstandsmitglied, CEO und stellvertretender Vorsitzender.
Im September 2022 wurde die Gruppe von Forbes in die Liste der 100 größten arabischen Familienunternehmen im Nahen Osten aufgenommen und belegte den dritten Platz.

## Geschichte
Die Gruppe wurde in den 1930er Jahren gegründet und expandierte in den 1940er und 1950er Jahren rasch zu einem integrierten Handels-, Industrie- und Dienstleistungsunternehmen. Die Al-Futtaim-Familie teilte ihre Geschäftsinteressen im Jahr 2000 auf, wobei Abdulla Al Futtaim das Automobil- und vor allem das Einzelhandelsgeschäft kontrollierte und sein Cousin Majid das Immobilienentwicklungsgeschäft (jetzt Majid Al Futtaim Group).
Der CEO der Gruppe war Robert Willett, bis er im Januar 2011 plötzlich zurücktrat. Danach wurde Omar Al-Futtaim Vorstandsmitglied, CEO und stellvertretender Vorsitzender.

## Unternehmensbereiche
Al Futtaim Motors
Das 1955 von der Gruppe gegründete Unternehmen vertreibt exklusiv Toyota-, Lexus- und Hino-Lkw sowie Toyota-Materialtransportgeräte in den Vereinigten Arabischen Emiraten.
Robinsons & Co
Im April 2008 kaufte die Al-Futtaim-Gruppe 88 % der Aktien von Robinsons & Co., einer Kaufhauskette aus Singapur, zum Preis von 7,20 S$ pro Aktie.
IKEA
Die Gruppe besitzt die Franchiserechte für den Betrieb von IKEA-Filialen in den VAE, Katar, Ägypten und Oman. Sie betreibt derzeit vier IKEA-Filialen in den VAE, Katar und Ägypten.
Ace Hardware
Ace Hardware wurde 1991 in Dubai eröffnet und betreibt heute sechs Filialen in den Vereinigten Arabischen Emiraten, darunter Dubai, Abu Dhabi, Ras Al Khaimah und Al Ain.
Plug Ins
Geschäft für Unterhaltungselektronik in den Vereinigten Arabischen Emiraten.
Orient
Das 1982 von Al-Futtaim gegründete Unternehmen Orient ist mit einem Finanzkapital von bis zu 500 Millionen AED (ca. 136,1 Millionen USD) die größte Versicherungsgesellschaft in den Vereinigten Arabischen Emiraten. Das Unternehmen hat seinen Hauptsitz in Dubai und arbeitet mit Großkunden in Abu Dhabi, Dubai, Sharjah und Ras Al Khaimah sowie in Oman und Bahrain zusammen.
Toys “R” Us
Das Unternehmen eröffnete 1995 die erste Toys-“R”-Us-Filiale in den Vereinigten Arabischen Emiraten und besitzt und betreibt 19 Toys-“R”-Us-Filialen und Babies-“R”-Us-Filialen in Bahrain, Ägypten, Kuwait, Oman, Katar und den Vereinigten Arabischen Emiraten. Seine Filialen waren von der Insolvenz des Franchisegebers 2018 in den Vereinigten Staaten nicht betroffen.
A.S. Watson
Seit 2020 ist Al-Futtaim Franchisenehmer der Hongkonger A.S. Watson Group, der weltweit größten Drogeriekette. Bis 2025 sollen 100 Drogerien in der Golf-Region errichtet werden.

## Belege
1. 1 2  Our History. In: Al-Futtaim. Abgerufen am 16. Juni 2023 (amerikanisches Englisch).
2. ↑  About Us. In: Al-Futtaim. Abgerufen am 16. Juni 2023 (amerikanisches Englisch).
3. ↑  Al-Futtaim Information. Rocket Reach, 2023, abgerufen am 16. Juni 2023 (englisch).
4. 1 2  Al Futtaim Group announces Robert Willett as new CEO. 14. Juni 2010, abgerufen am 16. Juni 2023 (englisch).
5. 1 2  Omar Abdullah Al Futtaim, AL-Futtaim Group: Profile and Biography. Abgerufen am 16. Juni 2023 (englisch).
6. 1 2  Waqar Mughal: Abdulla Al Futtaim & family - The Richest Arab Billionaires 2022. In: Forbes Lists. Abgerufen am 16. Juni 2023 (amerikanisches Englisch).
7. ↑  Automotive. In: Al-Futtaim. Abgerufen am 16. Juni 2023 (amerikanisches Englisch).
8. ↑  Lynne Nolan: Wed 9 Apr 2008 FB LN TW MAIL LN More of this topic Microsoft Markets Microsoft gets AI boost to hit $2.6 trillion market valuation Coronavirus Covid-19 Saudi Arabia Healthcare Saudi Arabia scraps Covid travel restrictions Dubai real estate offer DMCC Real Estate Buy a luxury Dubai property and get a free business licence and visa Al-Futtaim acquires Robinson and Company. ArabBusiness, 9. April 2008, abgerufen am 15. Juni 2023 (englisch).
9. ↑  Parag Deulgaonkar: UAE’s Al-Futtaim plans new Ikea stores in Middle East. ArabianBusiness, 19. März 2017, abgerufen am 15. Juni 2023 (englisch).
10. ↑  Get to know IKEA. Abgerufen am 16. Juni 2023 (englisch).
11. ↑  Press Release: Al-Futtaim ACE launches its exclusive Ramadan collection. In: Zawya. 1. Mai 2019, abgerufen am 16. Juni 2023 (englisch).
12. ↑  Naushad K Cherrayil: Plug-Ins to open four more outlets this year. In: Gulf News. 21. April 2014, abgerufen am 16. Juni 2023 (englisch).
13. ↑  Our Profile. In: insuranceuae.com. Orient Insurance, 2023, abgerufen am 15. Juni 2023 (englisch).
14. ↑  Issac John: Toys 'R' Us UAE operations unhit. In: Khaleej Times. Abgerufen am 16. Juni 2023 (englisch).
15. ↑  Al-Futtaim announces franchise agreement with A.S. Watson Group. In: alfuttaim.com. Al-Futtaim, abgerufen am 2. August 2023 (amerikanisches Englisch).
16. ↑  Watsons Expands into Middle East with New Stores Across GCC. In: aswatson.com. A.S. Watson Group, 27. Januar 2022, abgerufen am 2. August 2023 (englisch).